# 아다 스베틀로바
아다 스베틀로바(라트비아어: Ada Svetlova, 1939년 ~ )는 라트비아의 가수이다.